# Chirbat Biszar
Chirbat Biszar (arab. خربة بشار) – wieś w Syrii, w muhafazie Aleppo, w dystrykcie Manbidż. W 2004 roku liczyła 1120 mieszkańców.